# Luis Ortiz Monasterio
Luis Ortiz Monasterio (* 23. August 1906 in Mexiko-Stadt; † 16. Februar 1990 ebenda) war ein mexikanischer Bildhauer. Er war 1968 eines der Gründungsmitglieder der Academia de Artes.

## Biografie
Ortiz studierte von 1921 bis 1924 an der Academia de San Carlos (heute Escuela Nacional de Artes Plásticas der Universidad Nacional Autónoma de México-UNAM) unter Ignacio Asúnsolo, an der er nach seiner Studienreise durch Kalifornien bis 1926 als Professor Bildhauerei unterrichtete, und später nach der Umbenennung nochmals von 1931 bis 1962. In dieser Zeit stellte er seine Werke erfolgreich auch in der mexikanischen Nationalgalerie, in Los Angeles und in Kalifornien aus. Ferner unterrichtete er mit großem Engagement am Instituto Politécnico Nacional (IPN), an den Kunstschulen des Secretaría de Educación Pública (SEP) und an der nationalen Meisterschule, der Escuela Nacional de Maestros. Überwiegend fertigte er Skulpturen aus Bronze, Stein und Terrakotta, ab Mitte der 40er Jahre auch mit Farbe. Mit seinen Techniken und Variationen prägte er die mexikanische Kunstrichtung des 20. Jahrhunderts entscheidend mit.